# شريان فرجي خارجي غائر
الشريان الفرجي الخارجي الغائر أو الشريان الفرجي الخارجي العميق (بالإنجليزية: Deep external pudendal artery)‏، هو أحد الشرايين الفرجية، ويقع في مستوى أعمق من الشريان الفرجي الخارجي السطحي. ينشأ هذا الشريان من السطح الإنسي للثلث القريب من الشريان الفخذي، ويمر بشكل وسطي فوق عضلتي العَضَلَة العَانِيَّة  والعَضَلَة المُقَرِّبَة الطَّويلة، ويغطيه اللفافة العريضة، التي يثقبها عند الجانب الإنسي للفخذ.
يتوزع الشريان الفرجي الخارجي العميق لدى الذكور إلى جلد الصفن والعجان، بينما يوزع لدى الإناث إلى الشفرين الكبيرين. تتفاغر فروعه مع الفروع الصفنية أو الشفرية للشريان العجاني.

## ملخص المسار والتوزع
- المنشأ: الشريان الفخذي.
- المسار: يعبر فوق العَضَلَة العَانِيَّة والعَضَلَة المُقَرِّبَة الطَّويلة، يثقب اللفافة العريضة قرب الجانب الإنسي للفخذ.
- التوزع: جلد الصفن والعجان عند الذكور، الشفرين الكبيرين عند الإناث
- التفاغر: مع فروع الشريان العجاني السطحية والعميقة.
- هذا الشريان يُعد من الشرايين المغذية الرئيسية للجلد الخارجي للأعضاء التناسلية والعجان.